# Ron McGovney
Ronald J. McGovney (Los Angeles, 2 de noviembre de 1962) es un músico estadounidense, conocido por ser el primer bajista de la banda de Thrash Metal Metallica desde octubre de 1981 hasta diciembre de 1982. Al igual que el guitarrista Dave Mustaine, McGovney no grabó ningún álbum con la banda, a excepción de algunos demos.

## Vida personal
McGovney es originario de Irlanda del Norte. Tiene tres hijos: Jordann (la única mujer), Justin y Tyler, ambos con el mismo interés musical que su padre. 
En la actualidad es profesor en una preparatoria y reside en la localidad de Marion, Carolina del Norte.

## Leather Charm
En junio de 1981, McGovney formó su primera banda, Leather Charm, con su amigo de la infancia Hetfield y el guitarrista Hugh Tanner, de la anterior banda de Hetfield, Phantom Lord. Tanner pronto dejó Leather Charm para dedicarse a la gestión musical; la formación posterior incluyó al guitarrista Troy James y al baterista Jim Mulligan.  
El grupo ensayó versiones de la New Wave of British Heavy Metal y material original durante varios meses, pero la marcha de Mulligan ese mismo año provocó la disolución de la banda. 

## Metallica
Hetfield y el baterista Lars Ulrich formaron su nuevo proyecto, Metallica, en octubre de 1981. 
Con la incorporación de McGovney y el guitarrista Dave Mustaine a principios del año siguiente, se completó la primera formación de la banda. 
Tras su debut el 14 de marzo, la banda pasó 1982 ensayando en la casa de alquiler de los padres de McGovney, demolida hacía tiempo, cerca de la autopista 605, y creando una base de seguidores en la escena heavy metal de Los Ángeles y el condado de Orange. 
Grabaron varias maquetas durante este tiempo, incluyendo una grabada en el garaje de McGovney, la maqueta de Power Metal y la maqueta de No Life 'Til Leather. Una grabación de la canción "Hit the Lights", con McGovney al bajo, se incluyó en una reedición del álbum Metal Massacre Vol. 1.
Se dice que la etapa de McGovney en Metallica fue turbulenta, ya que a menudo chocaba con Ulrich y Mustaine. Sintió que, además de usar sus contactos como fotógrafo aficionado, su papel era el de proveedor de dinero y transporte, en lugar de un miembro respetado de la banda. 
Finalmente, abandonó la banda el 10 de diciembre de 1982, debido a las crecientes tensiones, y fue reemplazado por Cliff Burton. Tras dejar Metallica, McGovney perdió el interés por la música y vendió la mayor parte de su equipo.

## Phantasm
Tras abandonar Metallica, Ron formó una banda llamada Phantasm en 1986. Fue el vocalista de Hirax, Katon W. De Pena, quien persuadió a McGovney para volver a la música con algo que él definió como un proyecto de letras punk pero con arreglos de heavy metal.  
Phantasm sumaría al guitarrista Rodney Nicholson y varios otros músicos, incluyendo brevemente al baterista de Dark Angel, Gene Hoglan. Lanzaron un demo pero nunca grabaron un álbum aceptable y se disolvieron en 1988, por desacuerdo entre sus miembros. 
Cansado de que cientos de personas le pidiesen autógrafos y fotos en cada concierto de Phantasm solo porque alguna vez fue miembro de Metallica —que para entonces ya era una banda de renombre— Ron decidió poner fin a su carrera musical.
En 2001 el sello de thrash Deep Six Records lanzó el Wreckage CD, empaquetando una versión remasterizada de la demo de la banda del mismo nombre con un set en vivo de 1987. 

## Actividad posterior
McGovney cesó su carrera profesional después de la desaparición de Phantasm, pero concedió entrevistas esporádicas y apareció en eventos relacionados con Metallica. Phantasm discutió una posible reunión en 2007, pero finalmente no se materializó.
Actuó públicamente por primera vez en 23 años el 10 de diciembre de 2011, tocando dos canciones en el escenario con Metallica, Mustaine y el primer guitarrista de estudio Lloyd Grant en The Fillmore como parte de las celebraciones que rodean el final de la tercera década del grupo. 
Dos años más tarde, se unió a la banda Megadeth de Mustaine en el escenario de Charlotte, Carolina del Norte, el 5 de diciembre de 2013, compartiendo la voz principal en una versión de "Cold Sweat" de Thin Lizzy.
McGovney ha dicho que, aunque su tiempo en Metallica llegó a un final amargo, ahora se lleva bien con sus antiguos compañeros de banda y especula que, dada su disposición y conjunto de habilidades, podría haber contribuido mejor a la banda si hubiera servido como road manager (jefe del equipo que asiste a una banda en giras) en lugar de bajista. 